# Nowoje Prigarino
Nowoje Prigarino (ros. Новое Пригарино) – wieś (ros. деревня, trb. dieriewnia) w zachodniej Rosji, w osiedlu wiejskim Słobodskoje rejonu diemidowskiego w obwodzie smoleńskim.

## Geografia
Miejscowość położona jest nad Jelszą i jej dopływem Skrytiejką, 1,5 km od drogi regionalnej 66N-0528 (Prżewalskoje – Głaskowo), 8 km od centrum administracyjnego osiedla wiejskiego (Staryj Dwor), 41 km od centrum administracyjnego rejonu (Diemidow), 86,5 km od stolicy obwodu (Smoleńsk), 60 km od granicy z Białorusią.

## Demografia
W 2010 r. miejscowości nikt nie zamieszkiwał.

## Historia
W czasie II wojny światowej od lipca 1941 roku wieś była okupowana przez hitlerowców. Wyzwolenie nastąpiło we wrześniu 1943 roku.